# Ivaldi (Mythologie)
|  | Dieser Artikel oder Abschnitt wurde wegen inhaltlicher Mängel auf der Qualitätssicherungsseite des Projekts Germanen eingetragen. Dies geschieht, um die Qualität der Artikel aus diesem Themengebiet auf ein akzeptables Niveau zu bringen. Bitte hilf mit, die Mängel dieses Artikels zu beseitigen, und beteilige dich an der Diskussion! |

Ivaldi (Iwalt) ist ein Zwerg in der nordischen Mythologie. Er ist Schmied und der Vater der Göttin Idun. Seine namentlich nicht genannten Söhne fertigen in der Erzählung Lokis Wette mit den Zwergen, die im Skáldskaparmál überliefert ist, das goldene Haar der Sif, Freyrs Schiff Skidbladnir sowie Odins Speer Gungnir. Loki wettet darauf mit dem Zwerg Brokkr, dass dessen Bruder Sindri keine derartigen Kunstwerke schmieden könne. Darauf schuf dieser den goldenen Eber Freyrs Gullinborsti, den goldenen Ring Draupnir und Thors Hammer Mjölnir. Hierbei verloren die Gebrüder den von Loki inszenierten Wettstreit gegen Brokkr und Sindri, da die Asen deren Gaben höher einzuschätzen gewillt waren als die der Söhne des Ivaldis.